# Лаубе, Эйжен
Эйжен Ла́убе (латыш. Eižens Laube; 25 мая 1880, Рига, Российская империя — 21 июля 1967, Портленд, США) — русский, латышский и американский архитектор, один из самых ярких представителей латышского национального романтизма.

## Биография
Родился в Риге, в семье переехавшего из Смилтене мастера-гончара, занимавшегося мелкой торговлей. Отчим его матери был строительным подрядчиком с обширной практикой, и мальчик с ранних лет был знаком со строительством и чертежами. Имевшийся художественный талант развился и окреп в студенческие годы. После учёбы в Рижском реальном училище Петра I поступил на архитектурное отделение Рижского политехнического института, окончил институт в 1906 году.
Год проработал помощником в архитектурном бюро Константина Пекшена. Ещё студентом в 1904 году побывал в Финляндии, ознакомился с местной архитектурой и завёл личные контакты с финскими архитекторами. С целью повышения квалификации много ездил по странам Европы, в 1909 году был в Швеции, Дании и Германии, затем в 1910 году в Германии и Франции. В дальнейшем был занят самостоятельной архитектурной практикой.
Одновременно преподавал в Рижском политехническом институте (1907—1917), Балтийской технической высшей школе (1918—1919), Латвийском университете (1919—1944). В 1920-х — 1930-х годах — почётный доктор архитектуры, профессор и декан архитектурного факультета ЛУ.
Архитектурно-проектное бюро, принадлежавшее Эйжену Лаубе, находилось в выстроенном по его проекту здании на улице Лачплеша 70а. Лаубе — автор 83 построенных в Риге многоэтажных каменных жилых и общественных зданий, а также большого числа других строений, всего около двухсот. Лаубе очень тщательно подходил к декоративной отделке. Он применял натуральные материалы — дерево, тёсаный камень; использовал при отделке фасада всю орнаментальную палитру, чрезвычайно популярную в символике модерна. Во многом благодаря Лаубе, центр Риги приобрёл оригинальный и узнаваемый вид.
Во времена Первой Латвийской Республики стал практически правительственным архитектором, любимцем Карлиса Улманиса. Его работы, по-прежнему профессионально безупречные, приобрели некоторую официальную окраску. По его эскизам был переделан актовый зал Латвийского университета, построена башня Трёх звёзд в Президентском дворце и оборудован интерьер Красного зала.
Опубликовал несколько десятков научных работ по архитектурным стилям и другим вопросам. Участник многочисленных комиссий и общественных организаций. С момента основания Национального строительного комитета (1936) был бессменным руководителем комиссии по архитектурным вопросам. Создатель первого на латышском языке специализированного журнала «Latvijas Architektūra» («Латвийская архитектура»), выходившего в 1938—1940 годах. Почётный член-корреспондент Британского Королевского Архитектурного института (1937).
Один из подписантов Меморандума Центрального Совета Латвии от 17 марта 1944 года.
В 1944 году эмигрировал в Германию, жил в Берлине, затем переехал в Пиннеберг, недалеко от Гамбурга (1947), был деканом Архитектурного факультета Балтийского университета. После, по приглашению сына, переехал в США (1950). До 1955 года работал в архитектурном бюро города Олимпия (штат Вашингтон). Затем его новым местом жительства стал Портленд (штат Орегон), где была написана программная книга «The Manifestation of Architecture» («Архитектурная манифестация»), подводившая итог многолетнего творчества.

## Награды
- Кавалер Ордена Трёх звёзд III (1929) и IV (1926) степени
- Крест Признания II степени № 4 (16 ноября 1938)[4]
- Рыцарь I класса шведского Ордена Васы
- Лауреат Национальной премии (латыш. Tēvzemes balva) 1940 года

## Основные работы
- Банк Торгово-ремесленного общества взаимного кредита 
на улице Бривибас, 33.
- Доходный дом на улице Бривибас, 47.
- Доходный дом на улице Бривибас, 62.
- Доходный дом на улице Александра Чака 26 (в соавторстве с К. Пекшеном)
- Доходный дом на улице Кришьяня Валдемара, 67.
- «Романовский базар» на улице Лачплеша, 70.
- Доходный дом на бульваре Кронвальда, 10 (в соавторстве с К. Пекшеном)
- Здание Рижского латышского общества на улице Меркеля, 13 (в соавторстве с Э. Поле)
- Гостиница в Кемери
- Реконструкция Рижского замка

## Избранные публикации
- Eižens Laube. Krāsu un formu loģika. — Rīga, 1921
- Eižens Laube. Raksti par arhitektūru. — Linkolna, 1960